# Baixo Pantanal
Baixo Pantanal is een van de elf microregio's van de Braziliaanse deelstaat Mato Grosso do Sul. Zij ligt in de mesoregio Pantanal Sul Mato-Grossense en grenst aan de microregio's Alto Taquari, Aquidauana, Bodoquena, Alto Pantanal (MT) en Rondonópolis (MT). De microregio heeft een oppervlakte van ca. 83.038 km². In 2009 werd het inwoneraantal geschat op 133.799.
Drie gemeenten behoren tot deze microregio:
- Corumbá
- Ladário
- Porto Murtinho

Mesoregio's: Centro-Norte de Mato Grosso do Sul · Leste de Mato Grosso do Sul · Pantanal Sul Mato-Grossense · Sudoeste de Mato Grosso do Sul

Microregio's: Alto Taquari · Aquidauana · Baixo Pantanal · Bodoquena · Campo Grande · Cassilândia · Dourados · Iguatemi · Nova Andradina · Paranaíba · Três Lagoas